# Lalla Hirayama
Lalla Hirayama (Hiratsuka, 10 de febrero de 1988) es una actriz, modelo y presentadora nacida en Japón y nacionalizada sudafricana, país donde ha realizado su carrera. Logró reconocimiento en el país africano al convertirse en una de las presentadoras del programa de variedades V Entertainment y en una de las juezas del programa de telerrealidad South Africa's Got Talent.

## Biografía
Hirayama nació en Hiratsuka, Japón en 1988, de padre sudafricano y madre japonesa. Pasó su infancia en Japón y Australia y finalmente se mudó con su familia a Sudáfrica, donde ha desarrollado su carrera en los medios. A los quince años inició su trayectoria como presentadora en un programa de televisión infantil en el canal ETV. Luego de cuatro años en el show, fue contratada por la cadena SABC1 como presentadora y un año después interpretó el papel de Felicia en la serie Rhythm City. Acto seguido apareció en varias telenovelas del canal Vuzu y en programas de variedades como conductora.

## Filmografía

### Cine y televisión
| Título                                  | Papel      | Notas        |
| --------------------------------------- | ---------- | ------------ |
| V-Entertainment                         | Ella misma | 4 temporadas |
| Tropika Island of Treasure              | Ella misma | 1 temporada  |
| The Hustle                              | Ella misma | 1 temporada  |
| The Channel O Africa Music Video Awards | Ella misma | 2 temporadas |
| The AXE Sweet Life                      | Ella misma | 1 temporada  |
| Strictly Come Dancing                   | Ella misma | 1 temporada  |
| ScreenTime with Nicky Greenwall         | Ella misma | 1 temporada  |
| SA's Got Talent                         | Ella misma | 2 temporadas |
| Masters of Rhythm                       | Ella misma | 1 temporada  |
| Miss South Africa                       | Ella misma | 1 temporada  |
| Rhythm City                             | Ella misma | 1 temporada  |
| Craz-e                                  | Ella misma | 4 temporadas |
| Scar Tissue                             | Ella misma | 2 temporadas |
| SABC 1 Continuity                       | Ella misma | 2 temporadas |
| DJ on Good Hope FM                      | Ella misma | 1 temporada  |
| LallaLAND                               | Ella misma | 1 temporada  |
| Zone14                                  | Bianca     | 1 temporada  |
| Massive Music                           | Ella misma |              |